# Strada Regele Ferdinand din Cluj-Napoca

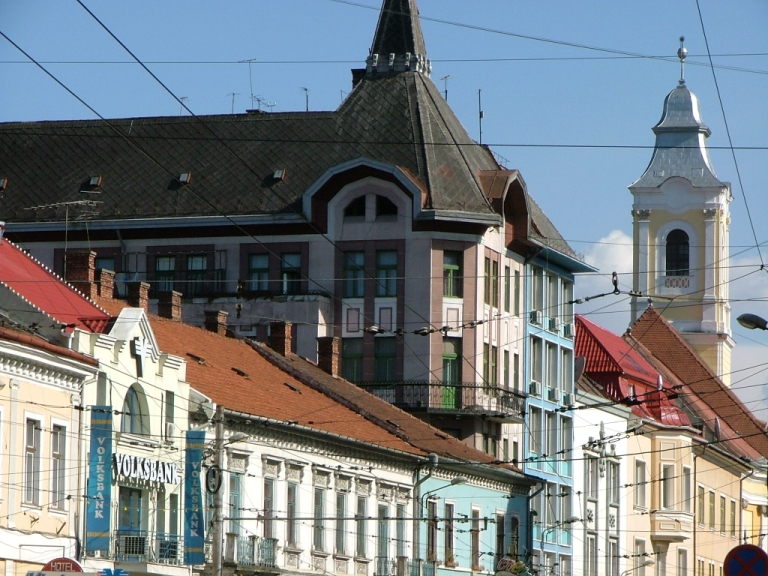
Capătul sudic al străzii, cu turnul Bisericii Lutherane

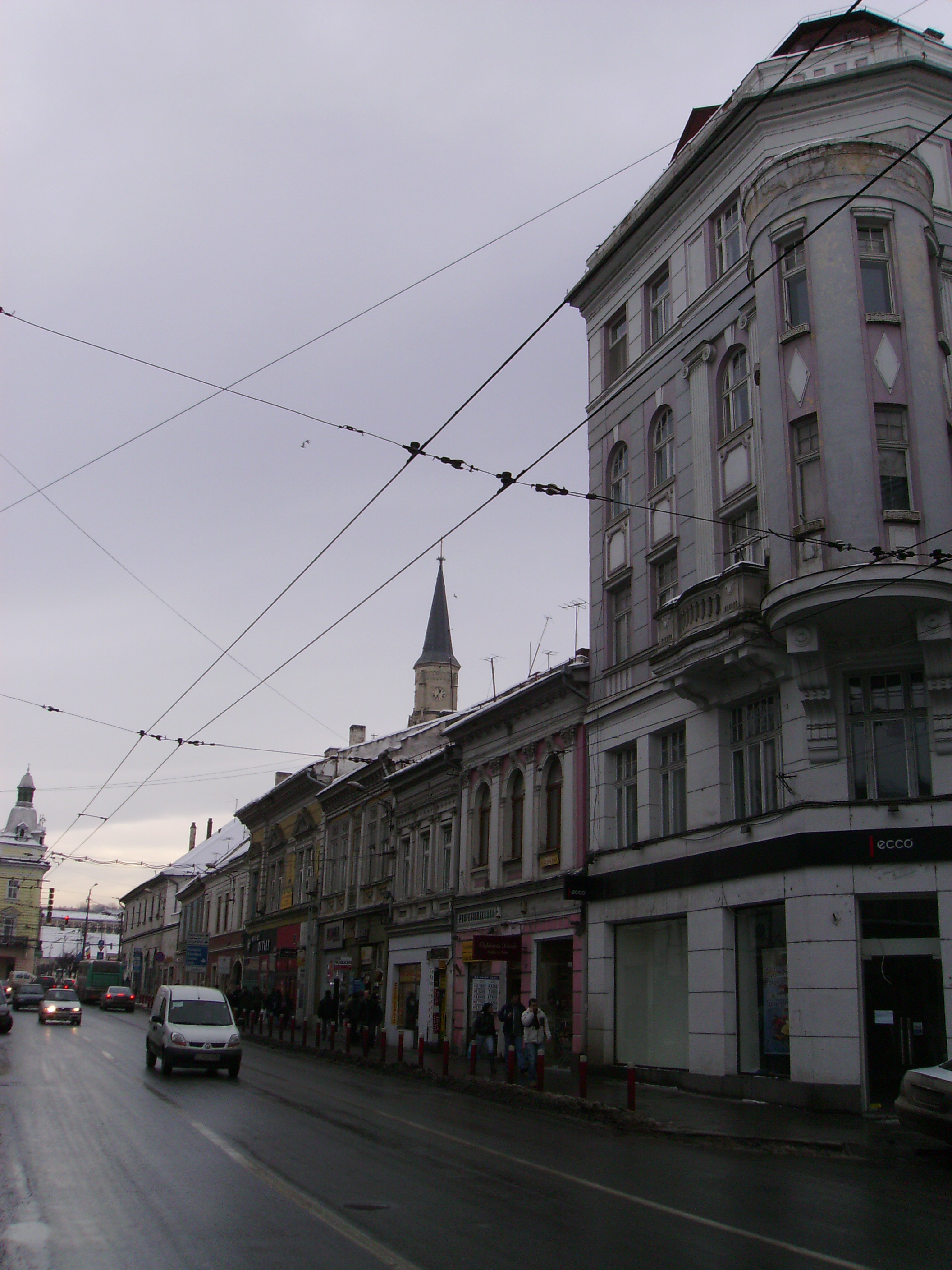
Capătul sudic al străzii, cu turnul Bisericii Sfântul Mihai

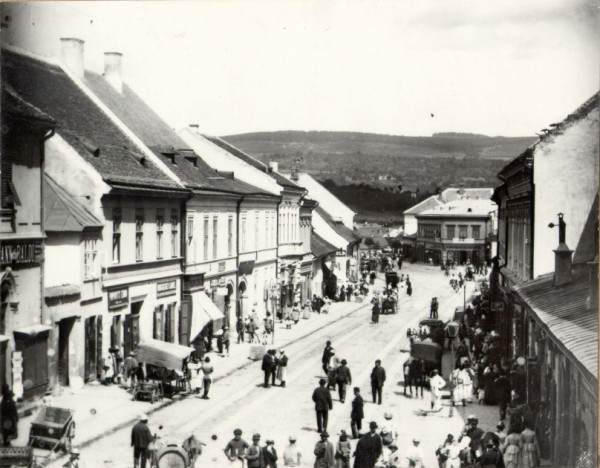
Strada Podului în secolul al XIX-lea (vedere spre Someș)

Strada Regele Ferdinand, în trecut Strada Podului, este situată în centrul municipiului Cluj-Napoca, cu edificii din secolele XVIII - XIX, care servește în prezent ca stradă comercială.  

## Istoric
Cea mai veche denumire cunoscută a străzii este aceea de Strada Podului (în latină Platea Pontis, iar în maghiară Híd utca), întrucât ducea până lapodul peste Someș. Din 1898 a fost numită în maghiară strada Wesselenyi Miklos, din 1923 până în 1940 în română Calea Ferdinand. În perioada ocupației horthyste s-a numit din nou Wesselenyi, în perioada comunistă i s-a schimbat numele în strada Gheorghe Doja. În anul 1999 administrația condusă de primarul naționalist Gheorghe Funar (PRM) a atribuit străzii denumirea bulevardul Regele Ferdinand .

## Localizare

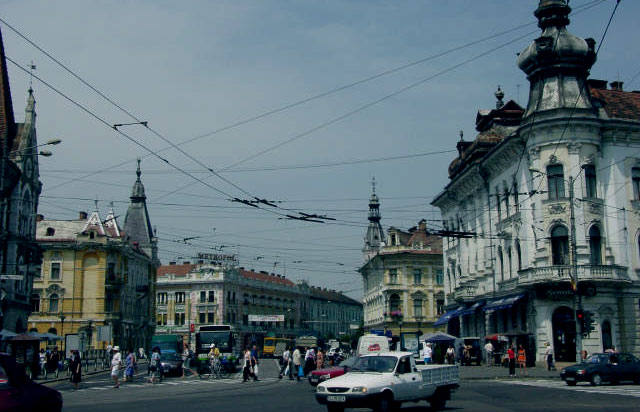
Capătul nordic al bulevardului (vedere spre Someș)

Capătul nordic al străzii îl reprezintă intersecția cu Someșul Mic. În această zonă se află un ansamblu de clădiri care delimitează capetele podului de peste Someș și au fost ridicate la sfârșitul secolului XIX. Acestea se caracterizează printr-un amestec al formelor barocului, Renașterii și goticului. Dintre acestea patru, Palatul Széky, situat la numărul 37, face notă aparte. Portalul, ancadramentele, arcadele oarbe, frizele dintre nivele și sub cornișă dovedesc apartenența la stilul neogotic. Fațada este împodobită cu decoruri geometrice și florale din teracotă.
La capătul nordic, aproape de Someș, a fost construit în anii 1970 Palatul Telefoanelor, o clădire din beton lângă care au fost construite ulterior alte imobile care au alterat caracterul medieval al străzii.

## Vadul comercial
Activitatea comercială este prezentă pe întreaga stradă, prin magazine selecte. Printre mărcile care au închiriat spații comerciale pe stradă se numără Kenvelo, Lee Cooper, Quiksilver, ECCO, Lotto, Guess. Centrul activității îl reprezintă însă magazinul Central, o galerie ce curpinde standuri cu produse de îmbrăcăminte, parfumerie, încălțăminte, menaj, electrice și electrocasnice. 
Bulevardul Regele Ferdinand leagă piața Unirii de podul peste râul Someșul Mic.